# Quai de Bercy
Quai de Bercy je nábřeží v Paříži. Nachází se ve 12. obvodu. Je pojmenováno podle bývalé obce Bercy.

## Poloha
Nábřeží vede po pravém břehu řeky Seiny. Začíná na hranici Paříže s městem Charenton-le-Pont, kde se nachází stejnojmenné nábřeží, a končí u Quai de la Rapée, které na něj navazuje po proudu. Na nábřeží vedou mosty Bercy, Simone-de-Beauvoir, Tolbiac, National a Amont a nachází se zde přístav Port de Bercy.

## Historie
Nábřeží v úseku mezi Boulevardem Poniatowski a Quai de la Rapée se nachází již na plánu z roku 1672. Část nábřeží mezi bývalými městskými hradbami (Boulevard Poniatowski) a městským obchvatem byla připojena až v roce 1929.
Od roku 1978 nábřeží tvoří součást rychlostní silnice voie Georges-Pompidou.

## Významné stavby
- Parc de Bercy
- Palais omnisports de Paris-Bercy